# Siona oenotriensis
Siona oenotriensis là một loài bướm đêm trong họ Geometridae.